# ポンヴァランの戦い
ポンヴァランの戦い（ポンヴァランのたたかい、仏: Bataille de Pontvallain, 英: Battle of Pontvallain）は、 1370年12月4日にフランス西部のポンヴァランで起こった、フランス王国・ブルターニュ公国軍とイングランド王国軍の戦いである。百年戦争の戦いの一つで、フランス・ブルターニュ軍がイングランド軍に勝利した。戦闘は正確にはポンヴァランと近くのヴァアスで発生した。小規模な戦闘ではあったが、イングランド軍が壊滅し30年にわたる無敵神話が崩壊したという点では影響は大きかった。

## 背景

### 百年戦争序盤
イングランド王国とフランス王国の間では1337年から百年戦争が続いていた。フランス軍はクレシー、ポワティエで大敗を喫するなど、戦況はイングランド優位に進んでいた。1360年にブレティニー仮和平条約が結ばれ、アキテーヌ、カレーなどのイングランドへの割譲などが決まった。イングランドの捕虜となったジャン2世の後を継いで即位したフランス王シャルル5世は、敗戦による財政難に対処すべく税制改革を行い外交政策も転換するなど、態勢の立て直しに尽力した。

### イングランド軍の上陸と内紛

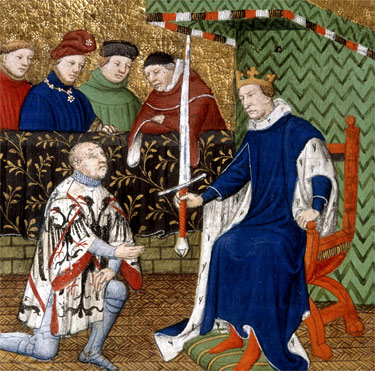
シャルル5世に司令官に任命されるゲクラン（左）

1370年8月、ロバート・ノールズ率いるイングランド軍の騎兵6,000がカレーに上陸し、フランス北部で騎行（Chevauchée、騎兵で敵地深く侵入して略奪や破壊などを行うイングランド軍の戦術）を行った。9月24日にはパリに接近しフランス軍を会戦に引きずり出そうとしたがフランス軍は誘いにはのらず、10月までに更に南進してヴァンドームに進軍した。ノールズはロワール川とその支流に挟まれた一帯の城や修道院を占領して駐留部隊を配置しつつポワトゥーかもしくは南ノルマンディー方面へ進撃できる態勢を整えて待機した。これは、イングランド王エドワード3世とナバラ王カルロス2世の間で、ナバラ王の領地である北ノルマンディーをイングランド軍の拠点として提供するという協定が締結されるのを待っていたためだったが、副官たちはノールスのこの態度が積極性に欠けると非難した。彼らは、ノールズを「老いぼれの海賊」とあざける野心家のジョン・ミンスターワースという騎士を首領に祭り上げた。

### フランス軍の対応
フランス王シャルル5世は麾下で最も有能な騎士ベルトラン・デュ・ゲクランを総司令官に任命し、ノールズ軍の撃破を命じた。11月に入り、ゲクランはカーンの町でオリヴィエ・ド・クリッソン率いるブルターニュ兵などの援軍と合流し、その兵力は4,000となった。また、1,200人の別動隊がシャテルローの町に結集し、主力が北からノールズ軍に進撃したのと連動して、東から敵の背後に向かった。フランス軍の接近に気付いたノールズは包囲される前にブルターニュに後退しようとしたが、主戦論を唱える配下の諸将から猛反対に遭った。結果的にイングランド軍は分割されることになった。ノールズは自らの手兵を含む部隊を率いて西方のブルターニュに撤退し、残りの4,000の部隊は三つに分かれてロワール渓谷に残った。3部隊のうち一つはミンスターワースが率いた。

## 戦闘

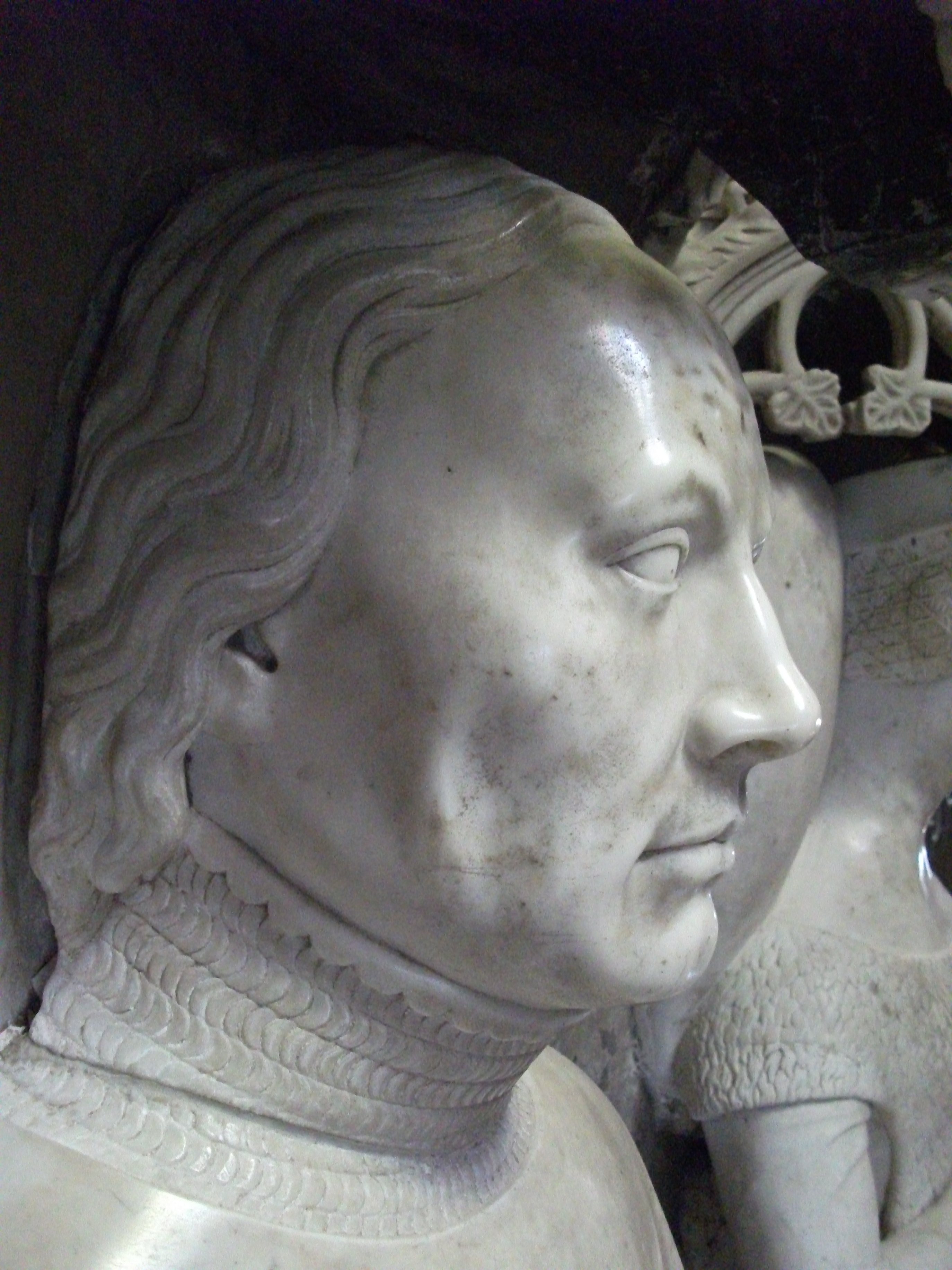
「屠殺者（le Boucher）」の異名を持つクリッソン

ゲクランは12月1日にカーンを発つと強行軍で3日にはル・マンに到着した。そこで、30キロ南方のポンヴァヤンからマイエにかけての一帯にイングランド軍の2部隊が野営しているとの情報を得ると、疲労困憊の配下に再び進撃を命じ、4日の夜明けにポンヴァランを急襲した。不意を襲われたイングランド軍は町の北に逃れようとしたが追いつかれ、ラ・フェーニュの城壁の下で白兵戦になった。フランス軍に損害を与えたものの、イングランド軍は指揮官が捕虜となり壊滅した。百年戦争を通じて戦場を支配してきたイングランドの長弓兵は効果的に配置されておらず、フランス軍の戦列を打ち破ることができなかった。
この時、マイエのイングランド軍には東からフランス軍の別動隊が接近していた。イングランド軍は町を放棄して南に逃れ、要塞化されたヴァアス大聖堂に立て籠もろうとしたが、そこにフランス軍別動隊が襲いかかった。ポンヴァランでイングランド軍を破ったゲクランがヴァアスに到着したころにはイングランド兵は皆殺しされていた。ミンスターワースの部隊は何とか戦場を脱出し、クリッソンのブルターニュ軍の追跡をかわしながらノールズの後を追ってブルターニュまで逃れた。イングランドの敗残兵300人と、各地の城の駐屯部隊は南のボルドーまで逃れたが、ロワール川を渡ったところでゲクラン率いるフランス軍に追いつかれ、ブレシュイール城の城壁の下で全滅した。城はイングランド軍が抑えていたが、敗残兵のために城門が開かれることはなかった。

## 戦後
ブルターニュで冬を越したノールズとミンスターワースは、ブルターニュ半島の先端のサン＝マチューの港からイングランドに渡ろうとしたが、クリッソンの執拗な追撃を受けていた上に船が2艘しか無かったため、ほとんどの兵は置き去りにされフランス軍の餌食となった。帰国したミンスターワースは敗戦の責任があるとしてノールズを訴えた。1372年7月に判決が下り、責任を負わされたノールズは領地を剥奪された。一方のミンスターワースもノールズを中傷したとして逮捕されたが脱走してフランスに渡り、フランス王の配下となって祖国と百年戦争を戦った。